# Beblenheim
Beblenheim (Duits: Bebelnheim) is een gemeente in het Franse departement Haut-Rhin (regio Grand Est). De plaats maakt deel uit van het arrondissement Colmar-Ribeauvillé. Beblenheim telde op 1 januari 2022 931 inwoners.

## Geografie
De oppervlakte van Beblenheim bedroeg op 1 januari 2022 5,61 vierkante kilometer; de bevolkingsdichtheid was toen 166 inwoners per km².

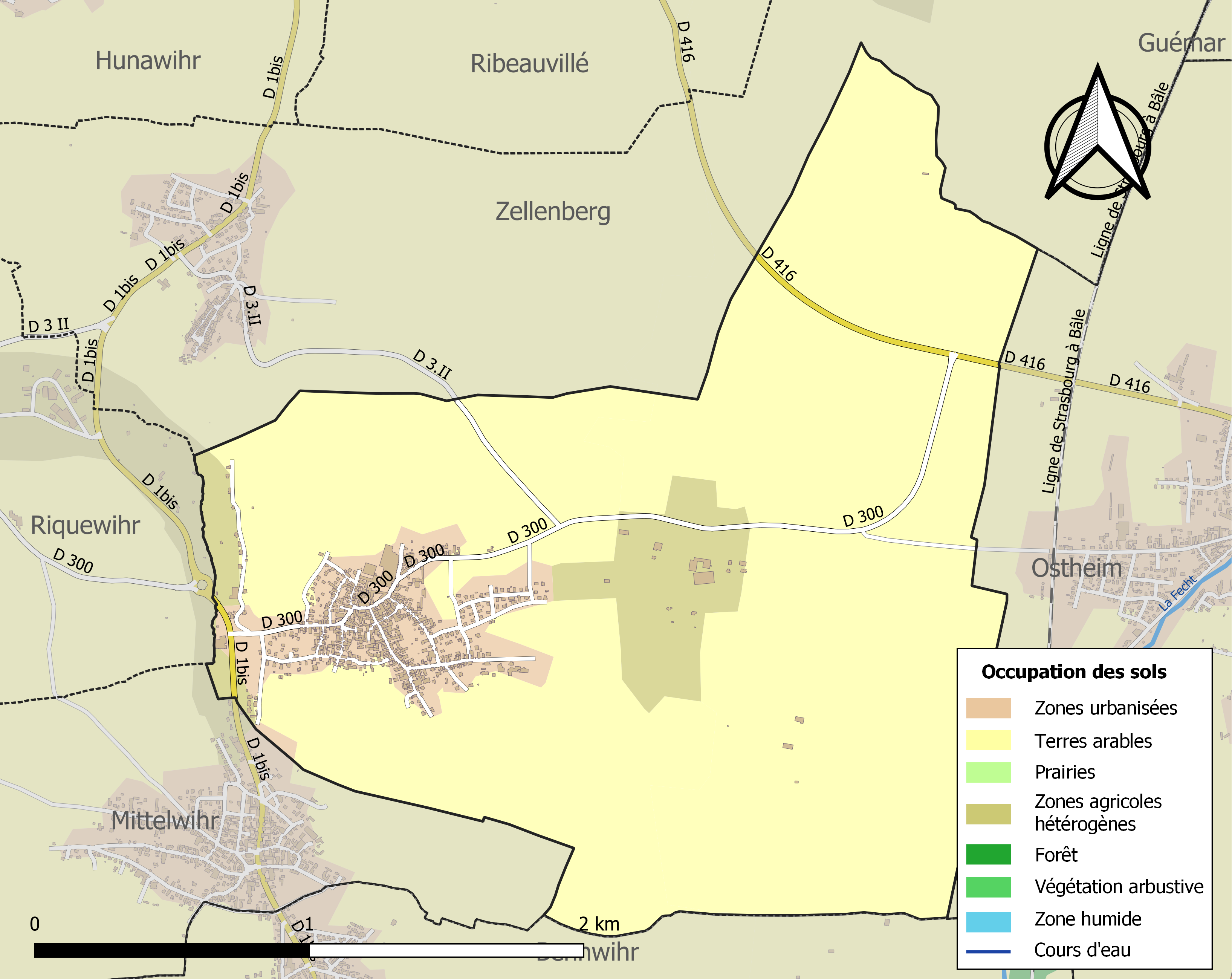
Kaart van de gemeente met de belangrijkste infrastructuur, bodemgebruik en omliggende gemeenten

## Demografie
Onderstaande figuur toont het verloop van het inwonertal (bron: INSEE-tellingen).